# Tongil Gruppe
Die Tongil Gruppe (koreanisch: 통일그룹) ist eine koreanische Unternehmensgruppe (chaebol), die mit der Vereinigungskirche verbunden ist. („Tongil“ steht koreanisch für „Vereinigung“, der Name der Vereinigungskirche auf Koreanisch lautet „Tongilgyo“.) Sie wurde 1963 vom Gründer der Vereinigungskirche, Sun Myung Moon, als gemeinnützige Organisation, die Einnahmen für die Vereinigungskirche bereitstellen sollte, gegründet (nach dem Kauf einer japanischen Drehbank  im Jahr 1962). Der Schwerpunkt lag auf der Fertigung, aber in den 1970er und 1980er Jahren expandierte sie durch die Gründung oder Übernahme von Unternehmen in den Bereichen Pharmazie, Tourismus und Verlagswesen.
1998 war die Tongil Gruppe etwa an 35. Stelle unter den südkoreanischen Unternehmensgruppen und war dabei, nach Nordkorea zu expandieren. Mit der Zustimmung der südkoreanischen Regierung, die zuvor Beziehungen zwischen Nordkorea und südkoreanischen Unternehmen verboten hatte.
In den 1990er Jahren litt die Tongil Group unter den Folgen der asiatischen Finanzkrise von 1997. Bis 2004 geriet sie in finanzielle Schieflage und war mit 3,6 Milliarden Dollar verschuldet. Im Jahr 2005 wurde Moons Sohn, Kook-jin Justin Moon (Gründer von Kahr Arms), zum Vorsitzenden der Tongil Gruppe ernannt. Ab 2010 begann er die Geschäfte zu reformieren, indem er neue Manager einstellte und unrentable Zweige schloss. Zu den wichtigsten Beteiligungen der Tongil Gruppe gehören: The Ilwha Company, die Ginseng- und verwandte Produkte herstellt; Ilshin-Stein, Baumaterialien; und Tongil Heavy Industries, Maschinenteile einschließlich Hardware für das südkoreanische Militär. Etwa vierzehn Firmen sind mit der Tongil Gruppe verbunden.
Die Tongil Gruppe fördert verschiedene Nichtregierungsorganisationen (NGO), die etwa 20 religiöse und pädagogische Einrichtungen finanziert, darunter die Sun Moon University und das Little Angels Children’s Folk Ballet of Korea; sowie spendet sie an die Vereinigungskirche selbst.

## Vorstandsvorsitzende
| 2005         | Kook-jin Justin Moon | [ 2 ]       |
| April 2013   | No Hi Pak            | [ 7 ] [ 8 ] |
| Februar 2014 | Jeong-Soon Jo        | [ 9 ]       |